# Augustyn (Markiewicz)
Augustyn, imię świeckie Adam Iwanowicz Markiewicz (ur. 7 kwietnia 1952 w Hłuszkiewiczach) – biskup Ukraińskiego Kościoła Prawosławnego Patriarchatu Moskiewskiego.

## Życiorys
Jest z pochodzenia Białorusinem. Urodził się w rodzinie kapłana prawosławnego. Ukończył szkołę medyczną i w 1971 zatrudnił się na stacji pogotowia w Równem. W latach 1971–1973 odbywał służbę wojskową. Po jej ukończeniu wstąpił do moskiewskiego seminarium duchownego, które ukończył z wyróżniającymi wynikami w 1975. Następnie ukończył (również z wybitnymi ocenami) wyższe studia teologiczne w Moskiewskiej Akademii Duchownej. Po zakończeniu nauki w seminarium został wyświęcony na diakona przez biskupa dmitrowskiego Włodzimierza. Ten sam hierarcha rok później udzielił mu święceń kapłańskich.
W latach 1977–1978 pracował w cerkwi św. Jerzego we wsi Biłyliwka (obwód żytomierski), zaś w latach 1978–1992 służył w Korosteniu, kolejno w parafiach Opieki Matki Bożej i św. Onufrego. Od 1989 był również dziekanem dekanatu korosteńskiego. 16 września 1992 nominowany na biskupa lwowskiego i drohobyckiego. Złożył wówczas wieczyste śluby zakonne, przyjmując imię Augustyn.
20 września 1992 w cerkwi refektarzowej ławry Kijowsko-Pieczerskiej miała miejsce jego chirotonia biskupia, w czasie której jako konsekratorzy wystąpili metropolita kijowski i całej Ukrainy Włodzimierz, arcybiskup rówieński i ostrogski Ireneusz, biskup ługański i starobielski Joannicjusz, biskup perejasławsko-chmielnicki Antoni oraz biskup białocerkiewski Hipolit. W 1998 biskup Augustyn został podniesiony do godności arcybiskupiej, zaś jego tytuł został zmieniony na arcybiskup lwowski i halicki. Od 2004 jest wykładowcą seminarium duchownego w Poczajowie. Wielokrotnie reprezentował Ukraiński Kościół Prawosławny Patriarchatu Moskiewskiego na międzykościelnych konferencjach i spotkaniach, także ekumenicznych. Jest przewodniczącym Synodalnego Oddziału ds. Współpracy z Siłami Zbrojnymi Ukrainy. Od 2003 do 2011 był również pełnomocnym przedstawicielem zwierzchnika swojego Kościoła w Werchownej Radzie Ukrainy. W lutym 2011 Synod Kościoła powierzył mu również funkcję przewodniczącego komisji teologiczno-kanonicznej Kościoła.
W 2011 wszedł w skład Wyższej Rady Cerkiewnej Ukraińskiego Kościoła Prawosławnego Patriarchatu Moskiewskiego. W 2012 przeniesiony na katedrę białocerkiewską. W listopadzie 2013 otrzymał godność metropolity.
Jest przeciwnikiem ruchu ekumenicznego w jego współczesnej formie, w 1997 razem z biskupem wieriejskim Eugeniuszem opowiadał się za ograniczeniem udziału Rosyjskiego Kościoła Prawosławnego w działalności Światowej Rady Kościołów. Twierdzi, że Kościół prawosławny powinien współpracować z innymi wyznaniami jedynie w zakresie działalności humanitarnej.